# Граф Кінгстон

Герб графів Кінгстон.

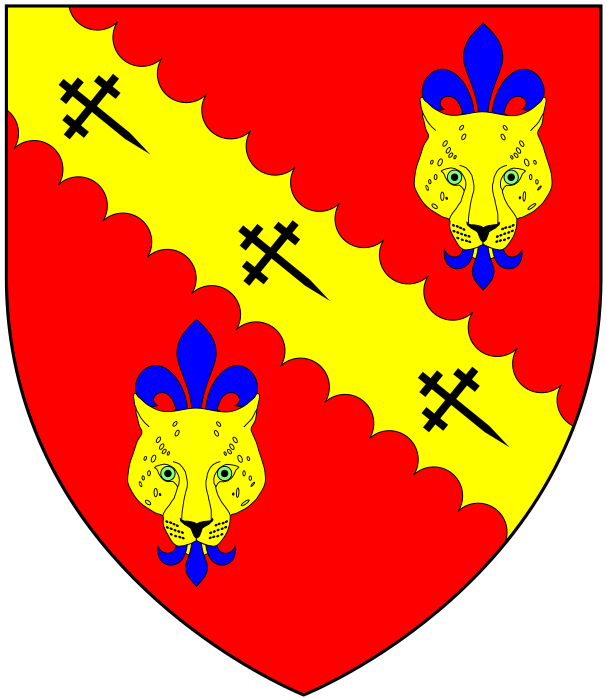
Герб роду Тенісон.

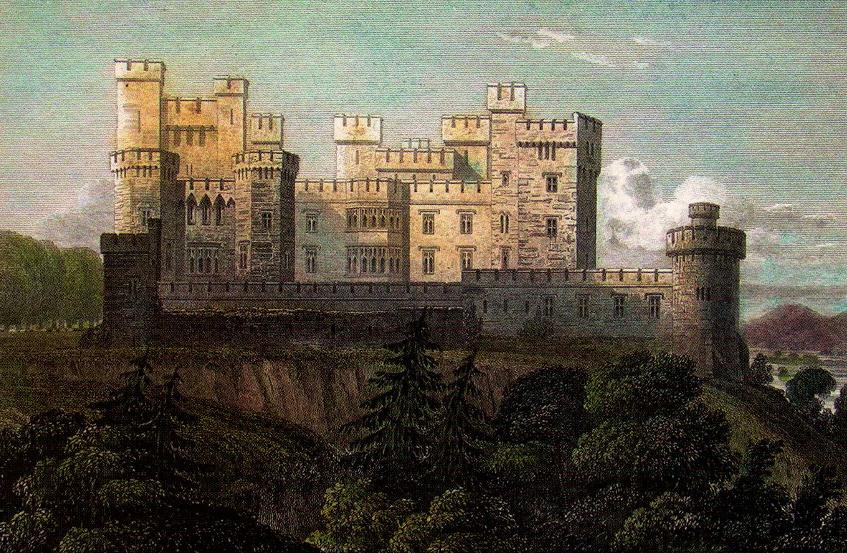
Замок Мічелстаун-Кастл.

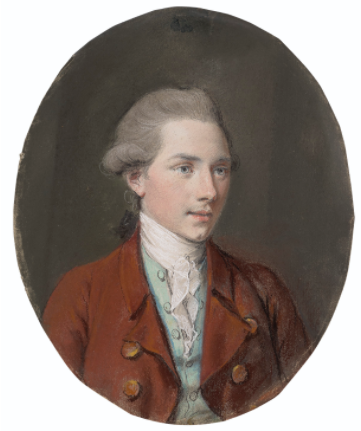
Роберт Кінг – ІІ граф Кінгстон.

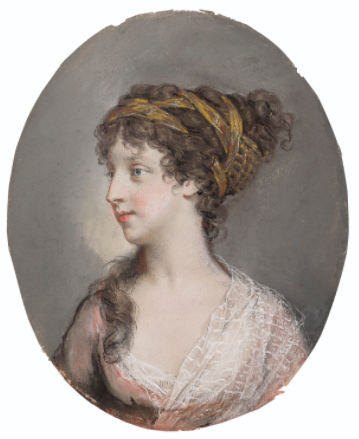
Каролін ні Фіцджеральд – графиня Кінгстон.

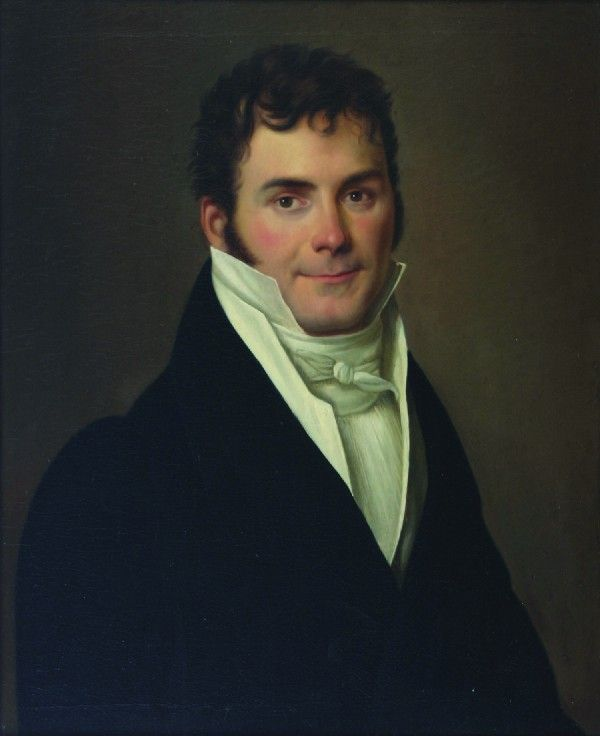
Роберт Кінг – ІV граф Кінгстон.

Граф Кінгстон (англ. – Earl of Kingston) – аристократичний титул в перстві Ірландії.

## Гасло графів Кінгстон
Spes tutissima coelis – «Наша найбезбечніша надія на небеса» (лат.)

## Історія графів Кінгстон
Титул граф Кінгстон був створений в перстві Ірландії в 1768 році для Едварда Кінга – І віконта Кінгстон. Крім цих титулів Едвард Кінг володів титулами барон Кінгстон з Рокінгема, що графстві Роскоммон (титул створений в 1764 році), віконт Кінгстон з Кінгсборо, що в графстві Слайго (титул створений в 1766 році), барон Ерріс з Бойла, що в графстві Роскоммон (титул створений в 1806 році). Всі ці титули були створені в перстві Ірландії. У 1821 – 1869 роках графи Кінгстон володіли титулом барон Кінгстон з Мітчелстауна, що в графстві Корк (титул створений в 1821 році) в перстві Об’єднаного Королівства Великобританії та Ірландії.
Родина Кінг походить від Роберта Кінга – молодшого брата Джона Кінгстона – І барона Кінгстон. 1862 року Роберт Кінг отримав титул баронета Бойл в абатстві графства Роскоммон. Він був обраний депутатом Палати громад парламенту Ірландії і представляв графство Роскоммон та Бойл. Титул успадкував його син Джон, що став ІІ баронетом Кінг. Його теж обрали депутатом Палати громад парламенту Ірландії, він теж представляв Роскоммон та Бойл. Джон не мав дітей і титул успадкував його молодший брат Генрі, що став ІІІ баронетом Кінг. І його теж обрали депутатом Палати громад парламенту Ірландії, він теж представляв Бойл та Роскоммон.
У 1748 році у віці 24 років Роберт Кінг отримав титул барона Кінгсборо в перстві Ірландії. Він помер неодруженим і цей титул барона Кінгсборо зник.
Титул баронета успадкував його молодший брат Едвард, що став V баронетом Кінг. Він був обраний депутатом Палати громад парламенту Ірландії і представляв Бойл та графство Слайго. 1764 року Едвард отримав титул пера Ірландії як барон Кінгстон з Рокінгем, що в графстві Роскоммон. Це стало відродженням титулу барона, яким володіли колись його родичі. Крім того, він отримав титули віконта Кінгстон з Кінгсборо, що в графстві Слайго в 1766 році і графа Кінгстон в 1768 році. Обидва титули в перстві Ірландії.
Титул успадкував його син Роберт, що став ІІ графом Кінгстон. Його обрали депутатом Палати громад парламенту Ірландії, він представляв графство Корк. Він одружився зі своєю родичкою Керолайн Фіцджеральд (пом. 1823) – дочкою Річарда Фіцджеральда та Маргарет Кінг – дочкою Джеймса Кінга – IV барона Кінг. Подробиці з життя ІІ графа Кінгстон та його дружини відомі з книги, яку написала гувернантка їх дочок Мері Волстонкрафт. Воно була протофеміністкою. Її книги називаються «Думки про освіту дочок» та «Оригінальні історії з реального життя». Книги написані на основі досвіду її роботи в замку Мітчелстаун. Найбільше вона працювала з Марнарет Кінг. Вона, як леді Маунт Кашелл здійснила тур по континенту в супроводі своєї подруги Кетрін Вілмот. Її щоденники були опубліковані як книга «Ірландська аристократка на континенті» (1801 – 1803).
Титул успадкував старший син ІІ графа Кінгстон Джордж Кінг, що став ІІІ графом Кінгстон. Він був депутатом парламенту Ірландії і представляв Роскоммон. Потім був депутатом Палати лордів парламенту Великобританії як представник Ірландії. 1821 року він отримав титул барона Кінгстон з Мітчелстауна, що в графстві Корк в перстві Об’єднаного Королівства Великобританії та Ірландії. Це дало йому і його нащадкам автоматично місце в Палаті лордів парламенту Великобританії. Його старший син Едвард – віконт Кінгсборо був антикваром, став депутатом парламенту Великобританії і представляв Корк. Він помер раніше свого батька неодруженим і титул графа успадкував його молодший брат Роберт, що став IV графом Кінгстон. Роберт став депутатом парламенту від графства Корк, але потім був визнаним «хворим». Він помер неодруженим і титул успадкував його молодший брат Джеймс, що став V графом Кінгстон. Він помер бездітним в 1869 році і титул барона Кінгстон зник.
Титул успадкував його двоюрідний брат Роберт Кінг – ІІ віконт Лортон, що став VI графом Кінгстон. Він отримав титул віконта Лортон в перстві Ірландії в 1806 році. Він помер в жовтні 1869 році через місяць після того, як отримав титул графа Кінгстон. Титул успадкував його старший син Роберт, що став VII графом Кінгстон, що помер через два роки у віці 48 років не маючи синів. Титул успадкував його молодший брат Генрі, що став VIII графом Кінгстон. Він отримав посаду лорд-лейтенанта графства Роскоммон, був депутатом Палати лордів парламенту Великобританії і представляв Ірландію. Генрі одружився з Френсіс Маргарет Христиною Кінг-Тенісон – дочкою Едварда Кінг-Тенісона із замку Кілронан, що в графстві Роскоммон. 1863 року він взяв за дозволом корони додаткове прізвище Тенісон.
Титул успадкував його син Генрі, що став ІХ графом Кінстон. Він воював в Другій англо-бурській війні та в Першій світовій війні, був депутатом Палати лордів як представник Ірландії.
На сьогодні титул належить правнику ІХ графа Кінгстон Роберту, що став ХІІ графом Кінгстон, що успадкував цей титул в 2002 році. Титул баронета Кінг не входить до списку баронетів і вважається зниклим титулом.

## Відомі люди родини Кінг
Відомими людьми з родини Кінг були:
Його ясновельможність Генрі Кінг – четвертий син ІІ графа Кінгстон. Він був відомим політиком та військовим.  Його ясновельможність Джеймс Джеймс Вільям Кінг – молодший син ІІ графа Кінгстон. Він став контр-адміралом британського королівського флоту. Джордж Кінг – син преподобного Річарда Фіцджеральда Кінга, молодшого сина ІІ графа. Він був генерал-майором британської армії. Його ясновельможність Лоуренс Гарман Кінг-Гарман – молодший син І віконта Лортон. Він був батьком Едварда Кінг-Гармана – відомого політика та сера Чарльза Кінг-Гармана – верховного комісара острова Кіпр.

## Резиденції графів Кінгстон
Давньою резиденцією родини Кінг був замок Мітчелстаун у Мітчелстауні, що в графстві Корк, Ірландія. Цей замок був спалений солдатами ІРА в 1922 році під час війни за незалежність Ірландії. У цьому замку проживав І граф Кінгстон.
IV лорд Кінгстон у 1750 році мав великий будинок, який, ймовірно, не був оригінальним замком. Замок Мітчелстаун (побудований у 1776 р.) – споруда в стилі короля Георга, побудована ІІ графом Кінгстоном. Згодом цей замок був зруйнований у 1823 році. Замок Мітчелстаун (побудований у 1823 році) спроєктували архітектори Джеймс і Джордж Річард Пейни для ІІІ графа Кінгстона. Свого часу це був найбільший будинок в Ірландії. Цей замок був резиденцією для IV та V графів Кінгстон. Будинок Кінг-Хаус в місті Бойл, графство Роскоммон був побудований для Генрі Кінга – ІІІ баронета Кінг, побудований в 1739 році на основі більш давньої споруди XVII століття. Покинутий родиною на початку ХІХ століття. Будинок Рокінгем в місті Бойл, графство Роскоммон, побудований в 1810 році Джоном Нешем для Роберта Кінга, молодшого сина ІІ графа Кінгстон. Випадково згорів вщент у 1957 році. Замок Кілронан, Кідью, північ графства Роскоммон – реконструкція замку Тенісон, зроблена у 1880 році для VIII графа Кінгстон. Тут жив і ІХ граф Кінгстона. Покинутий у 1940-х роках після його придбання Ірландською земельною комісією. Реконструйований у 2000-х роках під готель.

## Баронети Кінг з абатства Бойл (1682)
- Сер Роберт Кінг (помер у 1707 р.) – І баронет Кінг
- Сер Джон Кінг (помер у 1720 р.) – ІІ баронет Кінг
- Сер Генрі Кінг (помер у 1740 р.) – ІІІ баронет Кінг
- Сер Роберт Кінг (1724 – 1755) – IV баронет Кінг (нагороджений титулом барон Кінгсборо в 1748 році)
- Сер Едвард Кінг (1726 – 1797) – V баронет Кінг (нагороджений титулом граф Кінгстон у 1768 році)

## Барони Кінгсборо (1748)
- Роберт Кінг (1724 – 1755) – І барон Кінгсборо

## Графи Кінгстон (1768)
- Едвард Кінг (1726 – 1797) – І граф Кінгстон
- Роберт Кінг (1754 – 1799) – ІІ граф Кінгстон
- Джордж Кінг (1771 – 1839) – ІІІ граф Кінгстон
- Едвард Кінг (1795 – 1837) – віконт Кінгсборо
- Роберт Генрі Кінг (1796 – 1867) – IV граф Кінгстон
- Джеймс Кінг (1800 – 1869) – V граф Кінгстон
- Роберт Кінг (1804 – 1869) – VI граф Кінгстон
- Роберт Едвард Кінг (1831 – 1871) – VII граф Кінгстон
- Генрі Ернест Ньюкомен Кінг-Тенісон (1848 – 1896) – VIII граф Кінгстон
- Едвард Кінг (1873 – 1873) – віконт Кінгсборо
- Генрі Едвін Кінг-Тенісон (1874 – 1946) – IX граф Кінгстон
- Роберт Генрі Етельберт Кінг-Тенісон (1897 – 1948) – X граф Кінгстон
- Барклай Роберт Едвін Кінг-Тенісон (1943 – 2002) – XI граф Кінгстон
- Роберт Чарльз Генрі Кінг-Тенісон (1969 р. н.) – XII граф Кінгстон

Спадкоємцем титулу є син нинішнього власника титулу Чарльз Евері Едвард Кінг-Тенісон – віконт Кінгсборо (2000 р. н.).